# Kabinett Holyoake I

Premierminister Keith Holyoake (1960)

Das Kabinett Holyoake I wurde in Neuseeland am 20. September 1957 durch Premierminister Keith Holyoake von der New Zealand National Party gebildet und löste das Kabinett Holland II ab. Es befand sich bis zum 12. Dezember 1957 im Amt und wurde dann durch das Kabinett Nash abgelöst.
Am 20. September 1957 war der bisherige Premierminister Sidney Holland knapp zwei Monaten vor den Wahlen aus gesundheitlichen Gründen zurückgetreten und wurde durch den bisherigen stellvertretenden Premierminister und Landwirtschaftsminister Keith Holyoake  abgelöst. Holland gehörte jedoch als Minister ohne Geschäftsbereich weiterhin der Regierung an.
Holyoakes National Party erlitt bei den Wahlen am 30. November 1957 jedoch eine Niederlage und konnte mit 44,21 Prozent nur noch 39 Mandate der 80 Sitze im Repräsentantenhaus erzielen. Die New Zealand Labour Party mit ihrem Spitzenkandidaten Walter Nash kam auf 48,31 Prozent und zog mit 41 Abgeordneten in das Repräsentantenhaus, woraufhin Walter Nash am 12. Dezember 1957 neuer Premierminister wurde. Die Social Credit Party als drittstärkste Kraft konnte trotz ihrer 7,21 Prozent keinen Abgeordneten stellen.

## Minister
Dem Kabinett gehörten folgende Minister an:
| Amt                                                       | Name                    | Beginn der Amtszeit | Ende der Amtszeit |
| --------------------------------------------------------- | ----------------------- | ------------------- | ----------------- |
| Premierminister                                           | Keith Holyoake          | 20. September 1957  | 12. Dezember 1957 |
| Stellvertretender Premierminister                         | Jack Marshall           | 20. September 1957  | 12. Dezember 1957 |
| Minister of Māori Affairs                                 | Keith Holyoake          | 20. September 1957  | 12. Dezember 1957 |
| Minister ohne Geschäftsbereich                            | Sidney Holland          | 20. September 1957  | 12. Dezember 1957 |
| Finanzminister                                            | Jack Thomas Watts       | 20. September 1957  | 12. Dezember 1957 |
| Minister für öffentliche Arbeiten und Transport           | William Goosman         | 20. September 1957  | 12. Dezember 1957 |
| Außenminister und Minister für Inselterritorien           | Thomas Macdonald        | 20. September 1957  | 12. Dezember 1957 |
| Generalstaatsanwalt und Justizminister                    | Jack Marshall           | 20. September 1957  | 12. Dezember 1957 |
| Minister für Familien- und Kinderwohlfahrt                | Hilda Ross              | 20. September 1957  | 12. Dezember 1957 |
| Ministerin für soziale Sicherheit                         | Hilda Ross              | 20. September 1957  | 12. Dezember 1957 |
| Innenminister                                             | Sidney Walter Smith     | 20. September 1957  | 12. Dezember 1957 |
| Landwirtschaftsminister                                   | Sidney Walter Smith     | 20. September 1957  | 12. Dezember 1957 |
| Bildungsminister und Rundfunkminister                     | Ronald Algie            | 20. September 1957  | 12. Dezember 1957 |
| Minister für wissenschaftliche und industrielle Forschung | Ronald Algie            | 20. September 1957  | 12. Dezember 1957 |
| Verteidigungsminister                                     | Dean Eyre               | 20. September 1957  | 12. Dezember 1957 |
| Minister für Handel, Industrie und Zölle                  | Eric Halstead           | 20. September 1957  | 12. Dezember 1957 |
| Minister für Gesundheit und Einwanderung                  | Ralph Hanan             | 20. September 1957  | 12. Dezember 1957 |
| Minister für Arbeit, Bergbau und Eisenbahnen              | John McAlpine           | 20. September 1957  | 12. Dezember 1957 |
| Generalpostmeister und Minister für Telegrafie            | Tom Shand               | 20. September 1957  | 12. Dezember 1957 |
| Zivilluftfahrtminister                                    | Tom Shand               | 20. September 1957  | 12. Dezember 1957 |
| Minister für Ländereien und Forsten                       | Richard Geoffrey Gerard | 20. September 1957  | 12. Dezember 1957 |
| Wohnungsbauminister                                       | John Rae                | 20. September 1957  | 12. Dezember 1957 |